# Layou
Layou – miasto w Saint Vincent i Grenadynach; na wyspie Saint Vincent. Miasto jest stolicą parafii Saint Andrew